# Geschichte der United States Navy
Die Geschichte der United States Navy umfasst die Entwicklung der US-amerikanischen Seestreitkräfte, United States Navy, vom Unabhängigkeitskrieg in den 1770er Jahren bis zur Gegenwart. Sie lässt sich in zwei Kontinuitäten fassen. Die Old Navy (dt.: „alte Marine“) konstituierte sich in der Gründungsphase der Vereinigten Staaten zu einer kleinen, effizienten Marine aus Segelschiffen, während das Land ab den 1880er-Jahren dazu überging, aus dieser eine schlagkräftige Hochseemarine, die New Navy, zu formen.

## Old Navy

### Anfänge im Unabhängigkeitskrieg

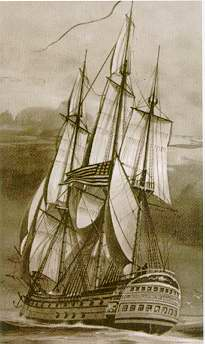
Zeichnung der Bonhomme Richard (1765).

Die erste formelle Bewegung für eine Marine kam aus Rhode Island, dessen State Assembly am 26. August 1775 eine Resolution verabschiedete, in der sie ihre Delegierten im Kontinentalkongress anwies, einen Gesetzesvorschlag einzubringen, der „den Bau einer ausreichend starken Flotte auf Kosten des Kongresses zum Schutz dieser Kolonien und ihren Einsatz in einer Weise und an Orten, die unsere Feinde am wirksamsten stören werden“, forderte. Am 5. Oktober 1775 erhielt der Kongress die Nachricht, dass zwei britische Schiffe, beladen mit Waffen und Munition, von England nach Quebec ausgelaufen waren. Da die Kontinentalarmee dringend Nachschub benötigte, beschloss der Kongress, die britischen Schiffe abzufangen und aufzubringen. Am 13. Oktober wurden Silas Deane, John Adams und John Langdon zu Mitgliedern eines Komitees ernannt, das befugt war, zwei schnelle Segelschiffe mit fünfundachtzig Mann auszustatten, um „ostwärts“ zu segeln und diese oder andere Transportschiffe abzufangen. In der Zwischenzeit hatte George Washington, Oberbefehlshaber der Kontinentalarmee, damit begonnen, Schiffe für die nahende Konfrontation mit den Streitkräften des Vereinigten Königreiches zu beschaffen, indem er sie aus seinem eigenen Vermögen bezahlte. Das erste Schiff der Kontinentalmarine war der Schoner Hannah, der am 5. September 1775 in Dienst gestellt wurde.

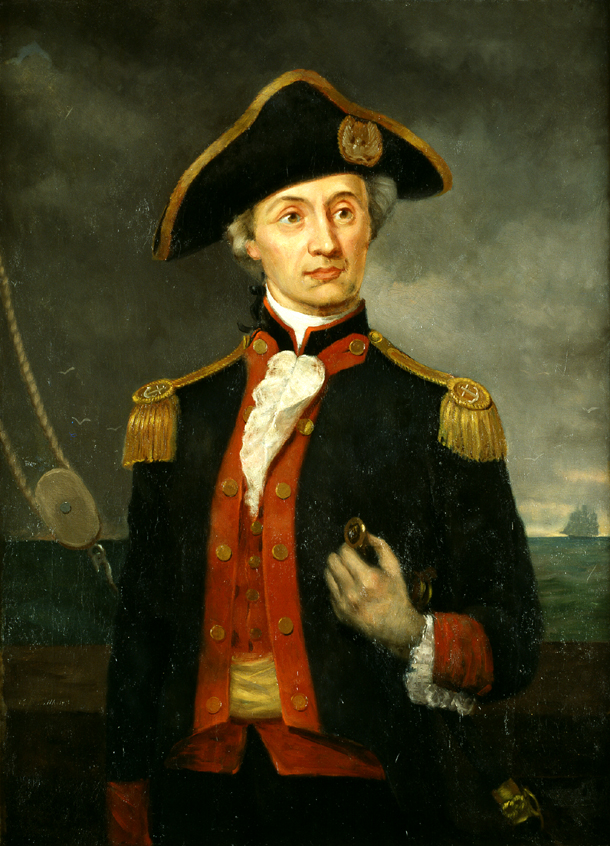
George Bagby Matthews: John Paul Jones, ca. 1890, Öl auf Leinen

Zur Jahresmitte 1776 befanden sich Einheiten aller Schiffstypen bis zur Größe einer Fregatte für den Dienst in der Kontinentalmarine im Bau. Diese waren jedoch im Hinblick auf ihre Bewaffnung, ihre Manövrierfähigkeit und die Ausbildung ihrer Mannschaften nur unzureichend für eine Konfrontation mit der verfeindeten britischen Marine, der damals dominierenden Seestreitkraft der Welt, gerüstet, sodass bis 1781 alle offiziellen amerikanischen Kriegsschiffe ihre Außergefechtsetzung erlebten. Wesentlich stärker setzte die junge amerikanische Nation ihrem Gegner zur See durch eine massenhafte Ausstellung von Kaperbriefen zu. Auch wenn die Dokumentation dieser Vorgänge nicht vollständig ist, nimmt die Bundesregierung der Vereinigten Staaten heute an, dass die knapp 1.700 Kaperfahrten, die sie zum damaligen Zeitpunkt jeweils einzeln genehmigte, der britischen Flotte einen Schaden von $ 18 Mio. (inflationsbereinigt heute etwa $ 302 Mio.) zufügte. Dies entfiel auf eine Gesamtflotte von etwa 800 Kaperern, die etwa 600 Schiffe der Briten erbeuteten oder versenkten.
Ähnlich wie in den anderen Teilstreitkräften setzte bei der Marine bereits im Unabhängigkeitskrieg die für die amerikanische Militärgeschichte typische Würdigung einzelner Kriegsepisoden und -teilnehmer bis hin zur hagiographischen Heldenverklärung ein. Zur prägenden Figur der Militärseefahrt im Unabhängigkeitskrieg wurde der schottischstämmige Schiffskommandant John Paul Jones, der sich weigerte, das Feuer einzustellen, obwohl sein Schiff, die Bonhomme Richard, brannte und Schlagseite aufwies. Die britische Aufforderung von der Serapis zur Aufgabe seines Schiffes soll er mit den Worten „I have not yet begun to fight!“ (sinngemäß: „Der Kampf hat doch gerade erst angefangen!“) erwidert haben, wobei der Wortlaut in dieser pathetischen Fassung umstritten ist. Drei Stunden später ergaben sich die Briten.
Trotz einzelner Momente herausragender Kampfmoral erwies sich der Betrieb der Continental Navy als extrem kostspielig und zu ineffizient im Vergleich mit der Kaperstrategie. Noch während der Kampfhandlungen sah sie sich einem Bedeutungsverlust ausgesetzt, der zu ihrer faktischen Auflösung im Jahre 1785 nach dem Sieg der Vereinigten Staaten führte. Dies lag sowohl an der finanziellen Schwäche der Bundesregierung als auch die zunächst nicht zu legitimierende Existenzberechtigung einer Seestreitmacht.

### Dauereinsatz im Dienst einer jungen Nation

#### Bundesmarine
Die Entscheidung, die militärische Kapazität der USA auch zur See auf ein Minimum zu reduzieren, war von der Furcht vieler Gründerväter vor willkürlichen und unverhältnismäßigen Einquartierungen und einer für die Freiheit und öffentliche Ordnung schädliche Eigenständigkeit des Militärs geprägt. Vor dem Hintergrund ähnlicher Auseinandersetzungen befürworteten die Föderalisten, die generell die Bundesregierung zu stärken suchten, den Betrieb einer Bundesmarine, während die Antiföderalisten dies zu verhindern suchten. Thomas Jefferson befürwortete eine Bundesmarine bereits im Jahre 1784 in einem Brief an James Madison, um den Außenhandel der Vereinigten Staaten schützen zu können, von dem das Land vollständig abhängig war: „We ought to begin a naval power, if we mean to carry on our commerce. Can we begin it on a more honorable occasion or with a weaker foe?“ (sinngemäße Übersetzung: „Wir sollten anfangen, eine Seestreitmacht zu gründen. Gibt es einen Zeitpunkt, der dafür ehrenhafter wäre als der jetzige, angesichts eines so schwachen Feindes?“)
Drei Entwicklungen im Laufe des nächsten Jahrzehnts verdeutlichten jedoch auch den Kritikern eines stehenden Heeres die Bedeutung einer funktionstüchtigen Marine. Zum einen erholte sich der Außenhandel trotz des fehlenden Schutzes nach dem Revolutionskrieg schnell und dehnte sich bis nach Ostasien aus, zum anderen nahm die von Nordafrika und der Karibik ausgehende Piraterie überhand, die die Seefahrt auf dem Atlantik stark beeinträchtigte. Darüber hinaus setzten sich die Föderalisten soweit gegen ihre Kritiker durch, als dass die 1789 verabschiedete Verfassung eine Besteuerungskompetenz der Bundesebene vorsah.

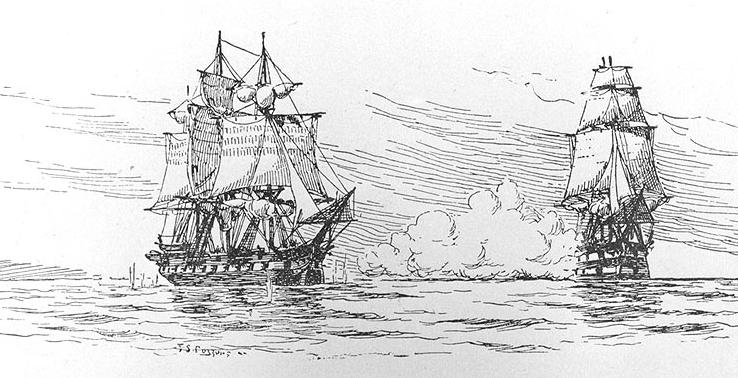
Die britische Leopard beschießt die amerikanische Chesapeake, Zeichnung von 1898

Diese Entwicklungen veranlassten den Kongress, sechs Fregatten in Auftrag zu geben, die länger und schwerer bewaffnet sein sollten als herkömmliche Fregatten. Hierbei handelte es sich um die Constitution, United States, President, Constellation, Congress und Chesapeake. Die Constitution befindet sich nach erfolgreichen Bemühungen von Oliver Wendell Holmes sr. um ihren Erhalt bis heute im Dienst der Navy als Segelschulschiff.
Das Wachsen der Marine belastete den zuständigen Kriegsminister James McHenry in seinem Arbeitspensum. Auch das Finanzministerium beklagte den steigenden Arbeitsaufwand, der mit dem Betrieb der an Größe und Bedeutung zunehmenden Marine verbunden war. Aus diesem Grund beschloss der Kongress die von Präsident Adams vorgeschlagene und am 30. April 1798 unterzeichnete Gründung des Marineministeriums. Erster Amtsinhaber wurde Benjamin Stoddert. Zugleich genehmigte der Kongress eine Vergrößerung der Marine, da sich die Vereinigten Staaten zunehmend durch französische Freibeuter bedroht fühlten, die vor der Küste Jagd auf britische Handelsschiffe machten.

#### Quasi-Krieg
In dieser Zeit näherten die Vereinigten Staaten und das Königreich Großbritannien sich durch den Jay-Vertrag von 1794 einander an und eröffneten die Handelsbeziehungen miteinander. Frankreich wertete dies als Verstoß des amerikanisch-französischen Bündnisses von 1783. An der XYZ-Affäre vom März 1797 entzündete sich der Quasi-Krieg, in dem die französische Flotte jeglichen transatlantischen Handel zwischen Großbritannien und den Vereinigten Staaten zu unterbinden versuchte. Marineminister Stoddert erkannte, dass es kurzfristig unmöglich wäre, die gesamte Atlantikküste der Vereinigten Staaten vor den Franzosen zu schützen, und ging daher zielgerichtet zu einer Offensivstrategie gegen den französischen Handel mit der Karibik über. Unterdessen vergrößerten die USA ihre Kriegsflotte stetig. Gegen Ende des Krieges im Jahre 1801 lag ihre Personalstärke bei knapp 700 Offizieren und 5.000 Mannschaften. Durch den Einsatz wurden 14 Angehörige der Navy getötet und 31 verwundet.

#### Erster Barbareskenkrieg
Im Jahr 1801 trat Thomas Jefferson sein Amt als Präsident an und vollzog als solcher eine noch von Adams beschlossene Kürzung des Marinebudgets. Adams hatte befürchtet, dass Jefferson diese noch radikaler ausfallen ließe, wenn ihm die Haushaltsführung in dieser Hinsicht überlassen worden wäre. Jefferson sah sich jedoch mit den Barbareskenstaaten konfrontiert, die den Seehandel der USA durch ihre Freibeuterei gefährdeten. Ein Tributultimatum des Herrschers von Tripolis, Yusuf Karamanli, nahm Jefferson zum Anlass, ein Flottenkontingent ins Mittelmeer zu senden, was den Amerikanisch-Tripolitanischen Krieg auslöste. Bis ins Jahr 1805 bombardierten amerikanische Kriegsschiffe wiederholt die Barbareskenstädte, während das United States Marine Corps Expeditionen in die entsprechenden Gebiete unternahm, die sich in ihre Hymne niederschlugen. Zur herausragenden Militärperson dieses Konfliktes, die mit Verzichtserklärungen der nordafrikanischen Staaten auf Sklavenhandel, Geiselnahme von Schiffsbesatzungen und Piraterie endete, avancierte Stephen Decatur. Insgesamt starben 31 Seeleute der Navy, während 54 verwundet wurden.

#### Britisch-amerikanischer Krieg
Nach dem Sieg der Vereinigten Staaten im Ersten Barbareskenkrieg blieben diese weiterhin in überseeische Angelegenheiten verwickelt. Die durch die Napoleonischen Kriege verfeindeten Kontrahenten Frankreich und Großbritannien gingen massiv zur Wirtschaftskriegsführung über. Während das Vereinigte Königreich den Überseehandel des von Napoleon Bonaparte dominierten Europa mit einer Blockade zu unterbinden suchte, verkündete dieser das Mailänder Dekret, das sich gegen den britischen Handel richtete. Von beiden Maßnahmen betroffen, erklärte der Kongress der Vereinigten Staaten auf Empfehlung des regierenden Präsidenten James Madison am 9. Juli 1812 dem Vereinigten Königreich den Krieg, womit der Britisch-Amerikanische Krieg begann. Während dies vor allem den fortgesetzten Schikanen der Royal Navy geschuldet war, vor allem dem Pressen amerikanischstämmiger Seeleute, hoffte die amerikanische Politik nach dem Zukauf des französischen Nordamerikaterritoriums auf Expansion in Oberkanada.

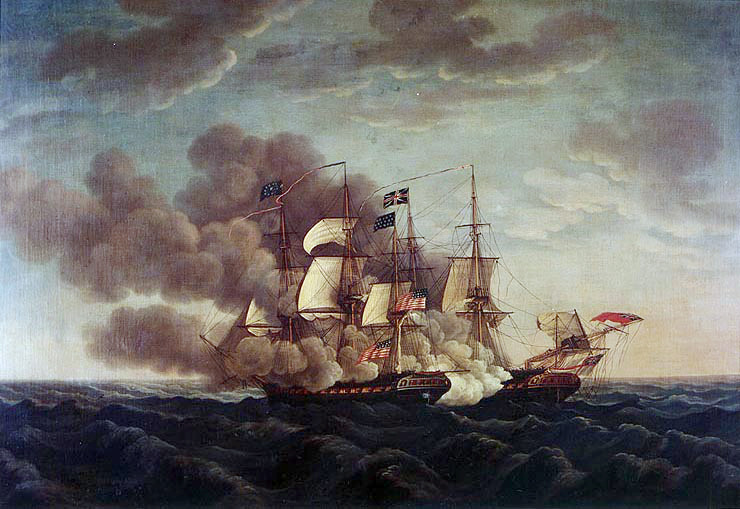
Duell zwischen der Constituion (links) und der Guerriere (Gemälde von Michel Felice Corne in Öl)

Zum Zeitpunkt der Kriegserklärung waren die Marinestreitkräfte beider Seiten nicht auf einen Krieg vorbereitet. Die United States Navy bestand aus etwa 40 Schiffen, von denen sich die meisten nicht in kampftauglichen Zustand befanden. Die Kräfte der Royal Navy waren mit der Blockade des französischen Handels beschäftigt, weswegen es vor der Ostküste der Vereinigten Staaten zu vielen Schiffsduellen kam. In einem der bekanntesten dieser Duelle besiegte die Mannschaft der USS Constitution auch aufgrund der Führungskraft ihres Kommandanten Captain Isaac Hull die HMS Guerriere. Als sich der Krieg zunehmend in Oberkanada abspielte, gelangen den Commodores Oliver Hazard Perry auf dem Eriesee und Thomas Macdonough auf Lake Champlain überraschende Siege gegen die britischen Gegner, die die Kriegsmoral in den Vereinigten Staaten stärkte und eine Invasion der nördlichen USA abwendete.
Der letzte Versuch der Briten, in die Vereinigten Staaten flächendeckend einzufallen, führte zur Schlacht von New Orleans im Süden des Landes. Commodore Daniel Patterson gelang es, den britischen Ansturm zu Wasser so weit abzuschwächen und zu verzögern, dass dies den Landstreitkräften einen entscheidenden Schlag gegen die verbleibenden britischen Kräfte ermöglichte. Nach aktuellem Kenntnisstand kostete der Krieg zwischen dem 18. Juni 1812 und dem 17. Februar 1815 265 Angehörigen der Navy das Leben, während sich 439 Seemänner Verletzungen zuzogen.
Unter anderem verdanken es die USA ihren vielen staatlich sanktionierten Freibeutern, dass sie zur See von den Briten nicht besiegt werden konnten. Der Kongress stellte an dutzende Kaufleute Kaperbriefe aus, die aus der Erfahrung mit den Briten heraus ungehemmter als im Unabhängigkeitskrieg zu Werke gingen. Die Erfahrungswerte, die dieser Krieg der Politik der Vereinigten Staaten brachte, ließ die staatstheoretisch geprägten Bedenken der Gründerväter vor einer Tyrannei des Militärs in den Hintergrund treten, sodass die Navy bedeutend vergrößert wurde.

#### Zweiter Barbareskenkrieg
Bereits ab 1807, zwei Jahre nach dem ersten Friedensschluss, waren die Barbaresken zur Entführung und Nötigung amerikanischer Handelsschiffe zurückgekehrt. Auf die Lösegeld- und Schutzzollforderungen der nordafrikanischen Staaten gingen die Vereinigten Staaten zunächst ein. Von der amerikanisch-britischen Auseinandersetzung ermutigt, erklärten jene ihnen daraufhin im Jahre 1812 den Krieg. Mangels amerikanischer Präsenz vor der nordafrikanischen Küste blieb diese Kriegserklärung jedoch wirkungslos. Nach dem Ende der Auseinandersetzung mit dem Vereinigten Königreich bewilligte der Kongress eine Flotte von zehn Schiffen. Stephen Decatur und William Bainbridge, beide in der Zwischenzeit zu Commodores befördert, führten diese an. Algier und Tripolis erfuhren eine massive Machtdemonstration durch die Navy, sodass die Piraterie im Mittelmeer bis zu ihrem endgültigen Ende ab 1830 einen stetigen Niedergang erfuhr.

### Einsätze bis zum Bürgerkrieg
Das Ende des Zweiten Barbareskenkrieges markierte den Anbeginn einer Phase relativer Ruhe und kontinuierlicher Expansion für die Navy. Zwischen dem Zweiten Barbareskenkrieg verlagerten sich ihre Aktivitäten von Routineeinsätzen abgesehen auf die Karibik, da sich die Vereinigten Staaten zu Lande der Expansion nach Süden und Westen widmeten. Dies barg Konfliktpotenzial mit der Kolonialmacht Spanien sowie diversen indigenen Bevölkerungen. Von der gewaltsamen Lösung dieser Spannungen war auch die Navy betroffen. Gleichzeitig professionalisierte sie sich wie das amerikanische Militär allgemein. Dies zeigt sich an der Gründung der United States Naval Academy im Jahre 1845, deren Prestige seit dieser Zeit auch international stetig zugenommen hat.

#### Schiffbau und Patrouillen gegen Sklavenhändler und Piraten

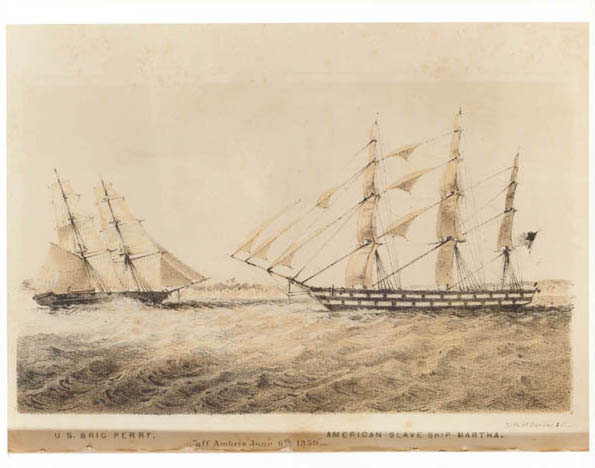
Die Perry bringt einen Sklavenhändler auf

Der Kongress gab nach dem Ende des Zweiten Barbareskenkrieges zum Zweck der Abschreckung acht neue Linienschiffe in Auftrag, die laut Beschluss nicht weniger als 74 Kanonen tragen können und stets auslaufbereit sein sollten. Die Beschaffung der sich bereits im Bau befindlichen Columbus wurde juristisch in diesem Gesetz erneut legitimiert. Die Namen der neuen Schiffen wurden per Los bestimmt, da diese Bundesstaaten entsprechen sollten, und lauteten am Ende des Losverfahrens Alabama, Delaware, New York, North Carolina, Ohio, Pennsylvania, Vermont und Virginia. Die Oberaufsicht über den Bau der Schiffe, bis auf die Columbus und die Pennsylvania, die im Übrigen zum größten Segelschiff der Navy überhaupt wurde, hatte William Doughty. Doughty war der erste Schiffbauer, der dem Bug der bald danach gebauten Klipper eine bisher unbekannte Steigung und Stabilität verschaffte. Zwischen 1815 und 1840 baute die Marine der Vereinigten Staaten weitere 74 Segelschiffe.
Am 3. März 1819 erklärte der Kongress den transatlantischen Sklavenhandel nach einem erstmaligen Verbot im Jahre 1808 zu einem Verbrechen unter den Bundesgesetzen gegen die Piraterie und gestattete dem Präsidenten, entsprechende Maßnahmen zu ergreifen. Die Navy patrouillierte daraufhin mit einer vergleichsweise geringen Anzahl an Schiffen die Küsten Westafrikas, Südamerikas und die kubanische Küste, um den Sklavenhandel zur See an Ort und Stelle einzudämmen. Bis zum Beginn des Bürgerkrieges nahm sie rund 100 Sklavenkuriere fest.
Die Entdeckung des spanischen Schoners La Amistad im Hafen von Montauk Point, New York, machten am 26. August 1839 Offiziere der USS Washington.
In den 1820ern erlebte die Piraterie in der westlichen Hemisphäre einen Aufschwung, vor allem in der Karibik und im Golf von Mexiko. Als die Brutalität der Freibeuter, aus Mord und Folter bestehend, die Überfälle unerträglich machte, bildete die Navy 1822 ein Geschwader für die Westindischen Inseln (West India Squadron) unter der Führung der Commodores James Biddle, David Porter und Lewis Warrington. Bis 1830 verfolgte dieses Geschwader Freibeuter hartnäckig bis in ihre Verstecke und trug so zum Niedergang der Piraterie in der Karibik bei.

#### Zweiter Seminolenkrieg
Über Streitigkeiten mit zugewanderten Indianern im Bundesstaat Florida, vor allem Seminolen, die sich weigerten, ihnen von der Bundesregierung zugewiesene Reservate zu besiedeln, brach 1835 der Zweite Seminolenkrieg aus. Die Navy blieb ohne Kampfeinsätze, da die beteiligten Parteien den Krieg fast ausschließlich zu Lande führten, übte aber dennoch eine wichtige Unterstützerrolle für die dort eingesetzten Truppenteile des Heeres, der Florida National Guard und zahlreicher lokaler Bürgerwehren aus, indem sie Truppenbewegungen vollzog und Nachschub lieferte.
Die Schiffe der West Indies Squadron, deren wichtigste Aufgabe die Neutralisierung der Piraterie war, patrouillierten auf Befehl des Befehlshabers Thomas Jesup verstärkt die Küste von Florida, um den Nachschub an Waffen und Vorräten für die Seminolen abzufangen, für den Jesup vor allem Kuba verantwortlich machte. Commodore Alexander Dallas, der mit diesem Auftrag Betraute, bezweifelte später die Existenz eines solchen Schmuggels.
Neuartig für die Navy war das Vordringen in das Siedlungsgebiet der Seminolen, die sumpfigen Everglades. Da deren Wasserläufe ausschließlich kleine Schiffe passieren ließen, stellte diese Beschränkung für die Navy ein stetiges Risiko dar. Insgesamt forderte der Einsatz im Südosten der Vereinigten Staaten das Leben von acht Seeleuten, während zwölf Verletzungen erlitten.

#### Mexikanisch-Amerikanischer Krieg
Die texanische Unabhängigkeit und die Eingliederung Texas’ als Bundesstaat in die Union verstärkten die schwelenden, seit langem vorhandenen latenten Spannungen zwischen den USA und Mexiko, die letztendlich zum Mexikanisch-Amerikanischen Krieg führten. Das Einsatzgebiet der Marine der Vereinigten Staaten vergrößerte sich schlagartig, da nun auch die Pazifikküste der Vereinigten Staaten zum ersten Mal seit deren Inkorporation in das Land für einen Krieg von Bedeutung war. Die Home und Pacific Squadron der Navy liefen aus, um die Küsten Mexikos abzuriegeln, während sie weiterhin überwiegend störungsfrei in ihren heimischen Gewässern operieren konnte. Neben dieser Dauerverwendung stachen zwei Einsätze der Navy in dieser Zeit besonders hervor. Ähnlich wie gegen die Seminolen drangen kleinere Segelschiffe und Raddampfer unter der Oberaufsicht von Commodore Matthew Perry vom Golf von Mexiko aus auf mexikanische Flussläufe vor und eroberten auf diese Weise wichtige Stützpunkte und Nachschublager der Mexikaner. Die bedeutendste Einzeloperation des Krieges von 1846–1848 kommandierte der Commodore David Conner, als er auf Anfrage des Generals Winfield Scott am 9. März 1847 bei Veracruz 12.000 Mann anlandete und danach wichtiges Unterstützungsfeuer beitrug. Der Krieg forderte das Leben von 13 Seeleuten, während drei weitere verwundet wurden.

### Sezessionskrieg
Nach jahrelangen Spannungen und Auseinandersetzungen um die Sklaverei begann mit dem Angriff auf Fort Sumter am 12. April 1861 der Bürgerkrieg zwischen der Union und den Konföderierten Staaten von Amerika. Dem Seekrieg kam aufgrund der strategischen Voraussetzungen eine zentrale Bedeutung zu: Während der damalige Präsident der Vereinigten Staaten, Abraham Lincoln, am 19. April eine Blockade gegen die Küste der Konföderation verhängte, spekulierte diese darauf, dass der Ausfall des Baumwollexports die davon betroffenen europäischen Staaten, allen voran Großbritannien und Frankreich, auf ihrer Seite in den Krieg einbeziehen würde. Die Blockade war Teil eines größeren Plans von Winfield Scott, des sogenannten Anakonda-Plans.
Während es noch Monate dauern sollte, bis die Konföderation ein einsatzfähiges Gegenstück schaffen konnte, traf der Kriegsausbruch die United States Navy völlig unvorbereitet, auch wenn im Seekrieg die Ressourcenverteilung eindeutig für die Union sprach. Viele ihrer 42 Schiffe befanden sich in Europa oder in Japan, und der von Lincoln öffentlich proklamierte Einsatz überforderte ihre Kapazitäten. Während Marineminister Gideon Welles den Bau vieler Schiffe in Auftrag gab, entschied sich die Führung der Navy für die Konzentration der Blockade auf diejenigen Küstenteile des Südens, von denen aus der Transport potenziellen Nachschubs landeinwärts möglich wäre. Dies legte die Absperrung von Flussläufen und Häfen in der Nähe von Eisenbahnstrecken nahe. Durch die Orientierung der Südstaaten gen Norden gelang der US Navy immer wieder die Eroberung von konföderierten Marinestützpunkten auf vorgeschobenen Inseln. Der Krieg trieb das Ende des Segelschiffzeitalters endgültig voran. Während die Confederate States Navy von Grund auf neu konzipiert wurde, versenkten die Nordstaaten viele ihrer Segelschiffe zu Beginn des Krieges im Zuge der Evakuierung südlicher Häfen.

#### 1861
Ihre erste vorgeschobene Basis eroberten Kanonenbootkräfte unter Ben Butler und Silas Stringham im August 1861 auf Hatteras Island in den Outer Banks von North Carolina, indem sie die dortige Artilleriebatterie zerstörten und durch ihre Präsenz Nachschub und Präsenz des Südens unterbanden. Die Konföderation beschränkte sich bis zur Fertigstellung eigener Marinekapazitäten auf Freibeuterstrategien, wie die jungen Vereinigten Staaten sie gegen die Briten eingesetzt hatten. Darüber hinaus waren sie von der Sicherung ihrer Häfen und Flussläufe gegen Flotten durch Forts überzeugt. Diese Annahme erwies sich im September 1861 als irrig, als neuenglische Truppen auf der USS Massachusetts zur Landung auf Ship Island, Mississippi ansetzten. Trotz niedrigen Materialeinsatzes und geringer Schäden an den dortigen Befestigungen verschaffte diese Insel der US Navy Manöverraum und Zugang zu den beiden größten baumwollexportierenden Häfen der Welt, New Orleans, Louisiana und Mobile, Alabama. Aus diesem Grund gab die Konföderation ihren Anspruch auf, ihre gesamte Küste zu verteidigen, und entsandte den späteren Kriegshelden Robert E. Lee nach South Carolina, um dort den Festungsbau an strategisch wichtigen Punkten der Küste zu inspizieren. In diesem Bundesstaat hatte am 7. Oktober Marinestreitkräfte der Union unter Samuel du Pont die Forts vor dem wichtigen Atlantikhafen von Port Royal, South Carolina.
Trotz dieser und ähnlicher Leistungen und nomineller Überlegenheit reichten die Schiffe der US Navy nicht aus, um 3.500 Meilen Küste und die zehn großen Seehäfen der Konföderation zu blockieren. Im ersten Jahr erreichten deswegen noch neun von zehn Blockadebrechern ihr Ziel. Im Laufe des Jahres nahm die Effektivität der Blockade zu. Dazu trug nicht allein die wachsende Zahl an Schiffen, sondern auch die Erfahrung der Schiffskommandanten vor Ort bei, die ihre Taktiken in der direkten Konfrontation mit Blockadebrechern und Freibeutern verfeinerten, beispielsweise in der Bucht von Apalachicola, Florida.

#### 1862

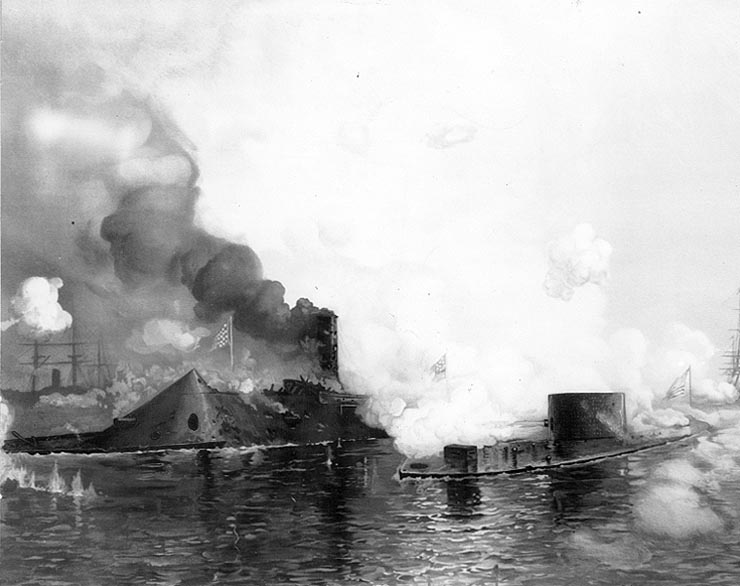
Hampton Roads: Gefecht auf kurze Distanz zwischen CSS Virginia (links) und USS Monitor (rechts)

Bereits im ersten Kriegswinter gelang es der US-Marine, die Effektivität der Blockade deutlich zu steigern, indem sie zahlreiche Häfen des Südens besetzte oder durch die Eroberung von wichtigen Forts blockierte. So eroberte die Navy Jacksonville und St. Augustine in Florida, Pensacola wurde von den Konföderierten geräumt. Die Zufahrt nach Savannah, Georgia, wurde den Blockadebrechern durch die Eroberung von Fort Pulaski verwehrt. Ein über Land vorgetragener Vorstoß gegen Charleston, South Carolina, scheiterte jedoch. Mehr Erfolg hatte dagegen ein Angriff auf New Orleans, Louisiana. Die bevölkerungsreichste Stadt des Südens kapitulierte am 28. April 1862 vor einer Unions-Flotte unter dem Befehl von David Glasgow Farragut, der hierfür zum ersten Konteradmiral der Marine ernannt wurde. Ein weiterer Hafen der Südstaaten fiel im Oktober mit Galveston, Texas, es wurde jedoch bereits am Neujahrstag 1863 von einer gemischten Streitmacht der Konföderierten unter Generalmajor John Bankhead Magruder wieder zurückerobert. Die Stadt blieb bis zum Kriegsende in konföderierter Hand.
Um die Blockade zu durchbrechen, setzte der Süden auf neu entwickelte Waffen und ließ das Panzerschiff CSS Virginia (gepanzerte Kanonenboote waren bereits zuvor von beiden Seiten eingesetzt worden, allerdings nur auf den Flüssen im Westen) vom Stapel laufen. Der Norden reagierte jedoch schnell und konstruierte seinerseits nach dem Entwurf von John Ericsson das Panzerschiff Monitor. Am 8. März versenkte oder zerstörte die Virginia, die unter dem Befehl von Kapitän Franklin Buchanan stand, am ersten Tag der Schlacht von Hampton Roads zwei hölzerne US-Schiffe und bewies damit die Überlegenheit der neuen Panzerschiffe. Am folgenden Tag traf sie jedoch auf die Monitor. Das erste Gefecht zwischen gepanzerten Kriegsschiffen endete trotz gegenseitigen stundenlangen Beschuss unentschieden, die Virginia zog sich schließlich wieder in den Hafen zurück. Die von ihr ausgehende Gefahr war durch die Monitor weitgehend neutralisiert worden. Die CSS Virginia wurde im Mai von den Konföderierten zerstört, als sie aufgrund General McClellans Halbinsel-Feldzug ihren Heimathafen Norfolk verlor.
Auf dem offenen Meer wurde der Kaperkrieg der Südstaaten zunehmend erfolgreicher. Die CSS Alabama mit britischer Besatzung unter Kapitän Raphael Semmes unter Südstaatenflagge brachte während ihrer gesamten Dienstzeit 64 US-Handelsschiffe auf und wurde zum Schrecken der US-Handelsschifffahrt.

#### 1863

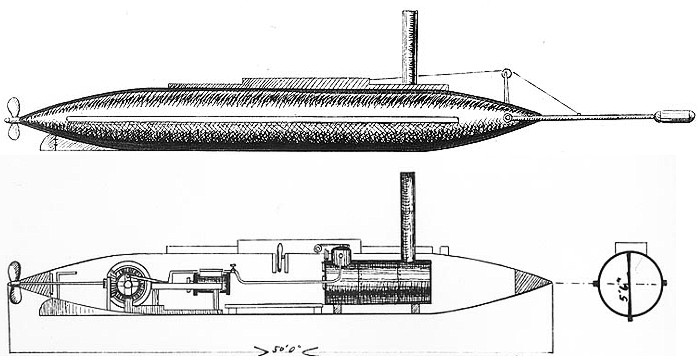
CSS David mit Spierentorpedo

1863 war Charleston, South Carolina der am meisten umkämpfte Hafen im Süden. Im Januar unternahmen die Südstaaten einen Angriff auf die Blockadeflotte, im April schlugen sie eine Panzerschiffattacke der Union zurück. Im Juli nahm die US-Marine auch an den Gefechten um Fort Wagner und Morris Island teil. Dabei bewiesen besonders neu aufgestellte afroamerikanische Verbände ihre hohe Moral und Kampfkraft. Die Unionsflotte suchte im Frühjahr nach Möglichkeiten, ihre neuen Panzerschiffe zu testen. Dazu boten sich besonders kleinere Stützpunkte der Konföderierten an, die wenig Gegenwehr und minimale eigene Schäden erwarten ließen.
Die Konföderierten experimentierten weiter mit neuen Waffen. Der Prototyp eines Unterseeboots, die H. L. Hunley, sank jedoch zweimal bei Versuchsfahrten im Hafen von Charleston, wobei jedes Mal die meisten ihrer Besatzungsmitglieder ertranken. Eine weitere neu entwickelte Seekriegswaffe der Konföderierten war die CSS David. Das mit einem Spierentorpedo bewaffnete Torpedoboot attackierte im Oktober in den Gewässern vor Charleston erfolgreich ein Panzerschiff der Unionsflotte, die USS New Ironsides, und beschädigte es dabei schwer. In Texas wehrten die Konföderierten einen Angriff der US-Marine auf Sabine Pass ab. Der Union gelang wiederum in Florida die Zerstörung einiger Frachtschiffe der Konföderation.
In internationalen Gewässern verbreiteten unterdessen die Kaperkreuzer der CS-Marine, vor allem die CSS Alabama und die CSS Florida, Angst und Schrecken unter den Schiffen der US-Handelsmarine. Die Tatsache, dass die beiden Schiffe, gemeinsam mit anderen konföderierten Kaperkreuzern, in Großbritannien auf Kiel gelegt worden waren, führte nach dem Krieg zu diplomatischen Spannungen zwischen den USA und dem Vereinigten Königreich (siehe Alabamafrage).

#### 1864
Nach zwei fehlgeschlagenen Versuchen gelang Ltn. George E. Dixon im Februar 1864 der erste erfolgreiche Unterwasserangriff der Seekriegsgeschichte. Die CSS Hunley rammte der USS Housatonic in voller Fahrt einen Spierentorpedo in den Rumpf und versenkte sie. Das Boot wurde durch die Druckwelle der Explosion jedoch so stark beschädigt, sodass es mit seiner gesamten Besatzung ebenfalls sank. Im April stellten die Konföderierten das Panzerschiff CSS Albemarle in Dienst, das wesentlich an der Rückeroberung von Plymouth, North Carolina, beteiligt war. Die Albemarle sicherte in der Folgezeit den Roanoke erfolgreich ab. Im Oktober führte Leutnant William B. Cushing einen Angriff mit Spierentorpedos auf die CSS Albemarle und konnte sie versenken. Dadurch war es den Unionstruppen möglich, Plymouth wieder zurückzuerobern. In der Zwischenzeit war die Blockade der Unionsmarine immer effektiver geworden, und durch die fortschreitende Besetzung ihrer Häfen gingen den konföderierten Blockadebrechern die Anlaufmöglichkeiten aus.
Einer der wenigen verbliebenen Häfen der Südstaaten war Mobile, Alabama. Die Stadt wurde von Seeseite her durch torpedoes genannte Seeminen, mehrere Forts und eine kleine CSN-Flottille verteidigt. Im August 1864 attackierte eine US-Flotte unter Konteradmiral Farragut die konföderierten Schiffe und Küstenbefestigungen; gleichzeitig ging eine Landstreitmacht unter General Gordon Granger gegen die konföderierten Forts vor. Die Schlacht in der Mobile Bay endete mit einem überwältigenden Sieg der Nordstaaten: Die Forts Morgan und Gaines am Eingang der Bucht wurden von Landtruppen besetzt, und die Schiffe der konföderierten Flottille in der Bucht, darunter das Panzerschiff CSS Tennessee, wurden allesamt versenkt, erbeutet oder zur Flucht gezwungen. Der Kommandeur der konföderierten Schiffe, Admiral Franklin Buchanan, wurde dabei verwundet und geriet in Kriegsgefangenschaft. Mobile selbst blieb zwar noch bis April 1865 in konföderierter Hand, war aber von nun an ebenfalls blockiert und damit für die Seekriegsführung der Südstaaten nutzlos geworden. David Farragut wurde für seine Verdienste in den neu geschaffenen Rang eines Vizeadmirals befördert.
Der einzige verbliebene Hafen an der Ostküste der Konföderation war Wilmington, North Carolina. Geschützt wurden Stadt und Hafen durch Fort Fisher. Dieses wurde im Dezember durch See- und Landstreitkräfte der Nordstaaten angegriffen, konnte sich aber behaupten.
Auf offener See gelangen der US-Marine inzwischen mehrere Schläge gegen konföderierte Kaperfahrer: Am 19. Juni versenkte die Fregatte USS Kearsarge die gefürchtete CSS Alabama vor Cherbourg, und die CSS Florida wurde am 7. Oktober in den Gewässern von Bahia, Brasilien, von der Besatzung der USS Wachusett geentert. Die Angriffe der konföderierten Navy gingen dennoch weiter: Im August 1864 griff die CSS Tallahassee wiederholt Handelsschiffe der Union an, und am 19. Oktober stellten die Konföderiertenmarine die in Großbritannien gebaute CSS Shenandoah in Dienst.

#### 1865

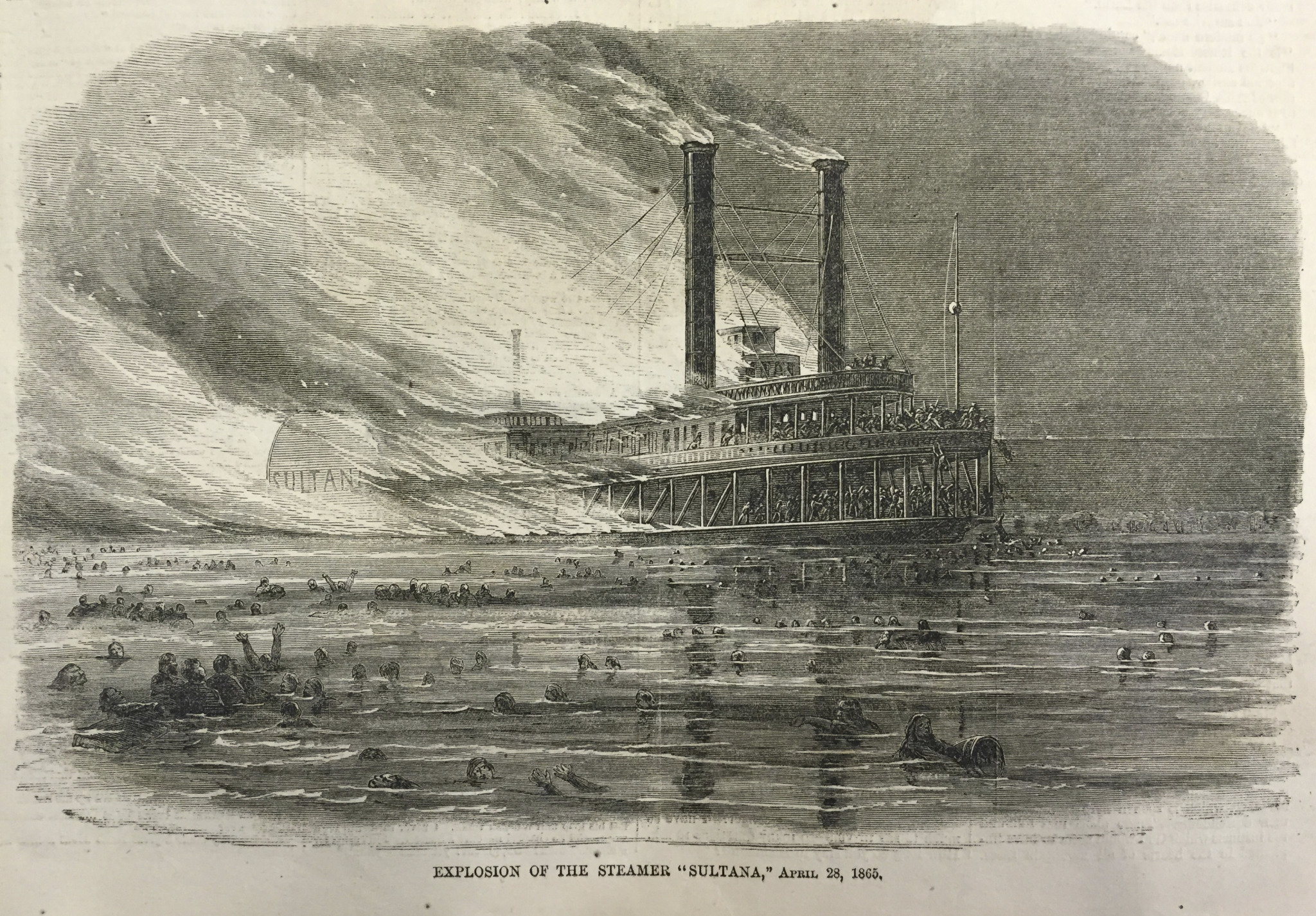
Die Explosion der Sultana

Gegen Kriegsende war die Blockade so effektiv, dass nur noch eines von zwei Schiffen sein Ziel erreichte. Anfang Januar 1865 ging außerdem ein amphibisches Expeditionskorps erneut gegen Fort Fisher vor, das dieses Mal erobert werden konnte. Wilmington, der letzte freie Hafen an der Ostküste der Südstaaten, war damit ebenfalls blockiert und wurde nur einen Monat später von Truppen der Nordstaaten besetzt. Vier Tage vor dem Fall von Wilmington, am 18. Februar 1865, war auch das lang umkämpfte Charleston im Zuge von Shermans Carolina-Feldzug von den Konföderierten geräumt worden. Die letzte amphibische Operation des Krieges führten die Unionsstreitkräfte im Panhandle Floridas am St. Marks am 6. März durch. Galveston in Texas fiel mit der Kapitulation von General Edmund Kirby Smith am 2. Juni.
Auf dem offenen Meer machte die CSS Shenandoah jedoch noch weiter Jagd auf Handelsschiffe der Union. Das Schiff unter dem Kommando von James I. Waddell attackierte im Sommer die US-Walfangflotte im Pazifik und feuerte dabei die letzten Schüsse des Krieges ab. Von einem britischen Schiff erfuhr Waddell im August von der Kapitulation der Konföderierten. Er entschied, nach England zu fahren. In Liverpool holte die Besatzung der Shenandoah als letztes Schiff der Konföderation am 6. November 1865 ihre Flagge ein und gab auf.
Auf dem Mississippi kam es kurz nach dem Ende der Feindseligkeiten zur bis heute schwersten Schiffskatastrophe in der Geschichte der amerikanischen Seefahrt: Der mit ausgetauschten US-Gefangenen überladene Raddampfer Sultana ging am 27. April infolge einer Explosion seiner Kessel unter. Schätzungsweise 1.700 Menschen kamen dabei um. Es konnte nie geklärt werden, ob es sich um einen Unfall oder einen Anschlag handelte.
Durch den vier Jahre langen Krieg und ihre anspruchsvolle Blockaderolle war die Anzahl der Einheiten der US-Marine enorm angewachsen, sodass sie gegen Ende des Krieges über rund 670 Kriegsschiffe verfügte. Sie galt damit als stärkste Seemacht der damaligen Zeit.